# Indirect Hard Modeling
Indirect Hard Modeling (IHM) ist ein nichtlineares multivariates Analyseverfahren zur quantitativen Untersuchung von Spektren bzw. allgemein von Peak-förmigen Daten, zum Beispiel auch Chromatogrammen.
IHM kann eingesetzt werden, um aus den Messdaten einer Probe eine gesuchte Messgröße zu bestimmen, i. d. R. die Konzentration der Bestandteile der Probe. Im Gegensatz zu den klassischen datengetriebenen linearen Verfahren verwendet IHM ein deterministisches nichtlineares Modell, welches einer rigorosen mathematischen Formulierung der physikalischen Zusammenhänge zwischen Messgröße und Messdaten entspricht. Es besteht aus zwei Teilmodellen. Das Modell des Spektrums (oder Chromatogramms) ergibt sich dabei als gewichtete Summe von so genannten Hard Models der Spektren der einzelnen Bestandteile der Probe. Jedes Hard Model entspricht wiederum einer gewichteten Summe von parametrisierten Peak-Funktionen. Das zweite Teilmodell ist ein funktionaler Zusammenhang zwischen den im ersten Teilmodell ermittelten Gewichten und der gesuchten Messgröße, die oft physikalisch begründet als linear angenommen werden kann. Der Name der Methode erklärt sich daraus, dass das Messsignal eines Gemisches nicht direkt durch Anpassen von Banden modelliert wird, sondern ausgehend von den Hard Models der Bestandteile.

## Hintergrund

### Geschichte
Das IHM Verfahren wurde an der RWTH Aachen entwickelt und erstmals 2004 publiziert. Erweiterungen zur Identifikation unbekannter Teilmodelle (Complemental Hard Modeling, CHM, sowie Hard Modeling Factor Analysis, HMFA, welches Ideen aus der Hauptkomponentenanalyse aufgreift) erfolgten 2008.
Bis 2010 wurden IHM und verwandte Hard Modeling Methoden an der RWTH in einer Software names PEAXACT weiterentwickelt. Ende 2011 lizenzierte die RWTH die PEAXACT-Verwertungsrechte an das Aachener Unternehmen S-PACT GmbH, das seitdem die Entwicklungen weiterverfolgt.

### Anwendung
Aufgrund der Verwendung eines deterministischen Modells ist die Anwendung von IHM nicht universell für multivariate statistische Fragestellungen geeignet, sondern speziell auf die Analyse von Peak-förmigen Daten ausgerichtet. Ihr Einsatzgebiet liegt somit innerhalb der instrumentellen analytischen Chemie, vor allem der Spektroskopie und der Chromatographie.
Derzeit existieren wissenschaftliche Veröffentlichungen, welche die Anwendung von IHM auf Infrarot- und Raman-Spektren behandeln.